# Moineau cisalpin
Passer italiae
Espèce
Statut de conservation UICN

 VU  : Vulnérable

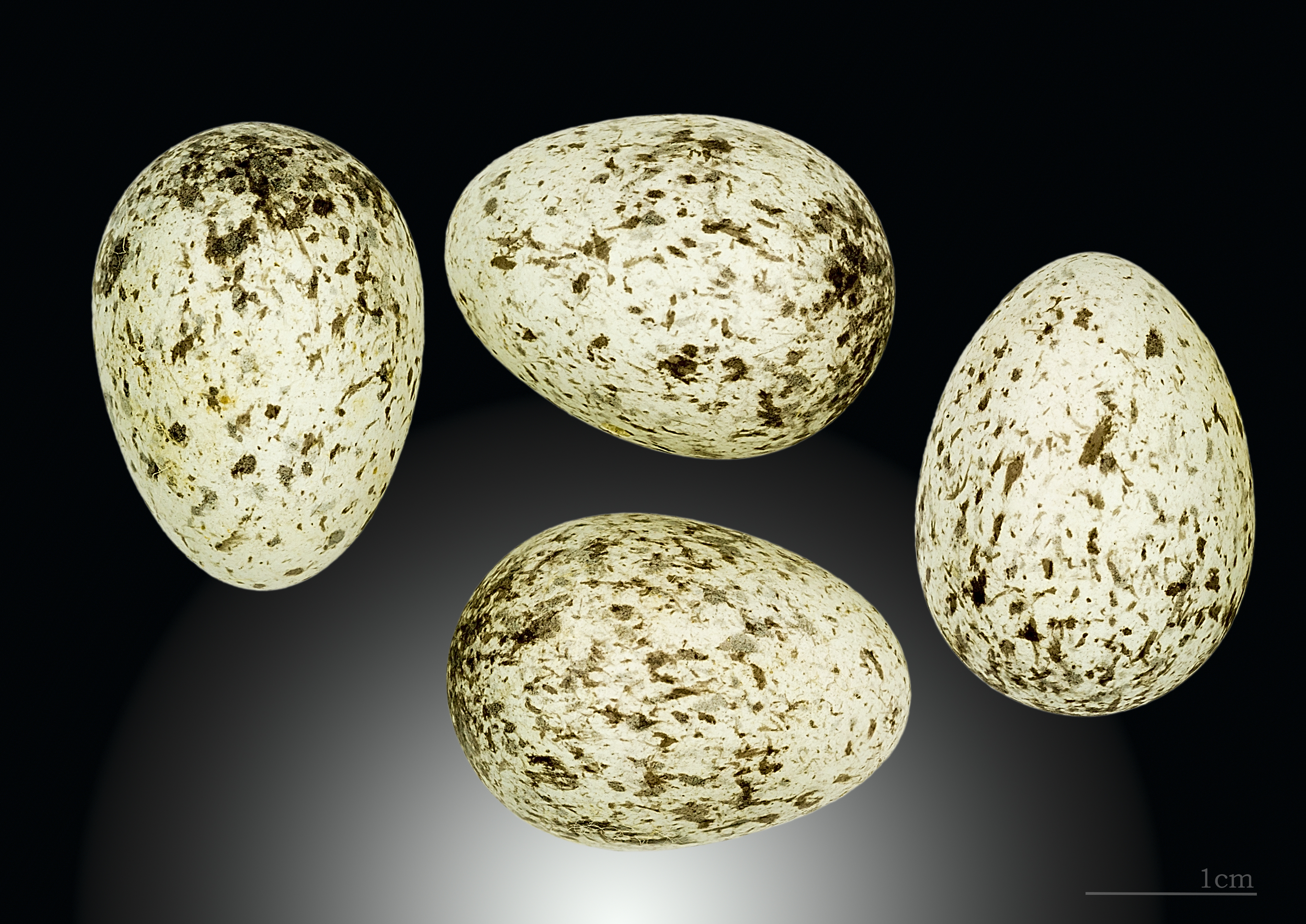
Œufs de Moineau cisalpin - Muséum de Toulouse

Le Moineau cisalpin (Passer italiae) est une espèce d'oiseaux résultant de l'hybridation stable du Moineau domestique et du Moineau espagnol. On lui prête des statuts variables, tantôt espèce à part entière, tantôt sous-espèce de l'un ou l'autre parent de l'hybridation.

## Description
Le mâle de cet oiseau se distingue de celui du Moineau domestique type par la calotte et la nuque marron roux vif sans trace de gris au centre. Toutefois, en plumage d'automne frais, des liserés chamois terne font paraître la calotte plus terne et même plus pâle au centre. Intermédiaires entre ceux des Moineaux domestique et espagnol, la femelle et le jeune sont indiscernables de ces deux espèces dans la nature.

## Répartition
Cette espèce est présente dans le sud-est de la France (Var, sud et est des Alpes approximativement jusqu'au niveau de Briançon, Corse), en Suisse (Tessin, vallées des Grisons et du Valais), en Italie, dans le sud de la Slovénie, en Grèce (Crète) et en Algérie.
La migration post-nuptiale entre le Piémont (Italie) et la Camargue a été mise en évidence grâce à quelques observations et reprises d'oiseaux bagués.

## Taxinomie
Le Moineau cisalpin est d'apparence intermédiaire entre le Moineau domestique et le Moineau espagnol. Son statut spécifique et son origine sont l'objet de nombreux débats,, mais il est aujourd'hui considéré comme un exemple de spéciation par hybridation : le Moineau cisalpin est l'hybride viable et stable des Moineaux domestique et espagnol. Dans les Alpes italiennes, on observe une intergradation entre Moineau cisalpin et Moineau domestique le long d'une bande d'environ 20 kilomètres de largeur, et au sud, sur la moitié méridionale de l'Italie et quelques îles de la Méditerranée le même phénomène avec le Moineau espagnol. Sur les îles méditerranéennes de Malte, sur Gozo, en Crète, sur Rhodes et sur Karpathos il existe d'autres formes d'oiseaux d'apparences intermédiaires et au statut inconnu,,.
Le Moineau cisalpin présente un comportement plus proche de celui du Moineau domestique que de celui du Moineau espagnol. Pour l'habitat, il est intermédiaire entre ces deux espèces puisqu'il vit aussi bien dans les agglomérations comme le Moineau domestique que dans la campagne loin des habitations comme le Moineau espagnol.